# Dolmen du Serrat d'en Jacques
Ne doit pas être confondu avec semi-dolmen du Serrat d'en Jacques.
Le dolmen du Serrat d'en Jacques est un dolmen situé à la limite des communes de Caixas et Saint-Michel-de-Llotes, dans le département français des Pyrénées-Orientales.

## Historique
Le dolmen a probablement été découvert par Pierre Ponsich et fouillé par lui-même à une date inconnue. Le rapport de fouille n'a été publié qu'en 1997. En 1996, Jean-Phillippe Bocquenet en reprend l'étude.

## Description
Le dolmen dessine un plan trapézoïdal allongé. Il est délimité par quatre petites dalles de moins d'un mètre de longueur sur les côtés est et ouest. La chambre ouvre au sud-sud-est. L'ensemble est recouvert de deux dalles de couverture dont la plus grande a manifestement glissée depuis son emplacement d'origine. Cette grande table de couverture comporte une grosse cupule de 0,15 m de diamètre. Le tumulus est de forme circulaire, il a été profondément remanié.

## Matériel archéologique
Ponsich y a recueilli divers tessons de céramique attribués au Campaniforme (deux tessons avec un décor de lignes horizontales et de points, trois gros fragments d'une coupe évasée polypode ornée d'un décor à grands triangles et points imprimés, une douzaine de tessons appartenant à une écuelle, des fragments de vases globuleux sans décor, des fragments d'anses) et deux vases entiers de type tasse avec anse à poucier. L'ensemble indique une période de fréquentation comprise entre l'Âge du cuivre et l'Âge du bronze moyen.